# Тарский район
Та́рский райо́н — административно-территориальная единица (район) и муниципальное образование (муниципальный район) на северо-востоке Омской области России.
Административный центр — город Тара.

## География
Площадь Тарского района — 15 700 км². Рельеф равнинный. Основные реки — Иртыш, Уй, Шиш, Оша, Тара, Туй, Черемшанка. 2683 озера с площадью более 1 га. Район граничит на юго-востоке с Седельниковским районом, на юге — Муромцевским, Большереченским и Колосовским районам, на западе — Знаменским районом, на северо-западе — Тевризским районом, на севере — с Тюменской областью, на северо-востоке — с Томской областью.
На территории Тарского района, в урочище Борисовка 56°46′52″ с. ш. 74°53′50″ в. д., находится самая высокая точка Омской области — 150,4 м.

### Полезные ископаемые
Тарский район является самым богатым в Омской области по количеству и разнообразию полезных ископаемых — 11 видов сырья: нефть, газ, циркон-ильменитовые пески, торф, сапропель, болотные мергели и фосфаты, суглинки и глины кирпичные, керамзитовое сырье, минеральные краски и другие.

## История
Постановлением Сибкрайисполкома от 19 июня 1929 года «О расформировании Тарского и Тулунского округов» Тарский округ был упразднён. Вместо него образован Тарский район из частей упразднённых Евгащинского, Екатерининского, Знаменского районов Сибирского края. Район вошёл в состав Омского округа Сибирского края.
20 декабря 1940 года из Тарского района в новый Васисский район был передан один сельсовет.
В 2007 году название Больше-Туралинского сельского округа изменено на Большетуралинский. Название деревни Себелякова изменено на Сибиляково.
В 2008 году из учётных данных исключено 9 населённых пунктов (посёлок Туй, деревня Юрьевка, деревня Айткулово, деревня Дубовка, деревня Калачёвка, деревня Усюльган, деревня Калинина, деревня Усть-Уй, деревня Калашниково).
В 2009 году из учётных данных исключены населённые пункты: деревня Нагаево, деревня Кедровый.
Постановлением ЗС Омской области от 26 марта 2020 г. N 71 в состав муниципальные образования Атирское сельское поселение включено Имшегальское сельское поселение.

## Население
| 1959    | 1970    | 1979    | 1989    | 2002    | 2009    |
| ------- | ------- | ------- | ------- | ------- | ------- |
| 55 364  | ↘31 977 | ↘26 693 | ↘25 563 | ↘22 684 | ↘20 863 |
| 2010    | 2011    | 2012    | 2013    | 2014    | 2015    |
| ↗46 650 | ↘46 542 | ↘46 456 | ↘46 083 | ↘45 834 | ↘45 682 |
| 2016    | 2017    | 2018    | 2019    | 2020    | 2021    |
| ↘45 424 | ↘45 145 | ↘44 723 | ↘44 196 | ↘44 015 | ↘40 547 |
| 2023    |         |         |         |         |         |
| ↘40 239 |         |         |         |         |         |

Составляет 2.23 % от населения области.

### Урбанизация
В городских условиях (город Тара) проживают 66,79 % населения района.

### Национальный состав
По Всероссийской переписи населения 2010 года
| Национальность  | Численность населения, чел. | Доля от населения |
| --------------- | --------------------------- | ----------------- |
| Русские         | 40 482                      | 86,78             |
| Татары          | 3613                        | 7,74              |
| Немцы           | 590                         | 1,26              |
| Украинцы        | 273                         | 0,59              |
| Казахи          | 46                          | 0,10              |
| Прочие нации    | 1646                        | 3,53              |
| Итого по району | 46 650                      | 100               |

## Муниципально-территориальное устройство
В Тарском районе 77 населённых пунктов в составе 1 городского и 20 сельских поселений:
| №  | Городское и сельские поселения        | Административный центр | Количество населённых пунктов | Население | Площадь, км2 |
| -- | ------------------------------------- | ---------------------- | ----------------------------- | --------- | ------------ |
| 1  | Тарское городское поселение           | город Тара             | 3                             | ↗27 209   | 118,6        |
| 2  | Атирское сельское поселение           | село Атирка            | 4                             | ↘691      | 862,02       |
| 3  | Большетуралинское сельское поселение  | село Большие Туралы    | 2                             | ↘385      | 205,3        |
| 4  | Васисское сельское поселение          | село Васисс            | 3                             | ↘333      | 6519,7       |
| 5  | Вставское сельское поселение          | село Вставское         | 4                             | ↘382      | 155,4        |
| 6  | Егоровское сельское поселение         | село Егоровка          | 4                             | ↘204      | 266,6        |
| 7  | Екатерининское сельское поселение     | село Екатерининское    | 3                             | ↘1740     | 340,8        |
| 8  | Ермаковское сельское поселение        | село Ермаковка         | 4                             | ↘344      | 199,9        |
| 9  | Заливинское сельское поселение        | село Заливино          | 5                             | ↗1400     | 323,3        |
| 10 | Литковское сельское поселение         | село Литковка          | 2                             | ↘393      | 2474,5       |
| 11 | Ложниковское сельское поселение       | село Ложниково         | 4                             | ↘550      | 425,9        |
| 12 | Мартюшевское сельское поселение       | село Мартюшево         | 3                             | ↘929      | 474,6        |
| 13 | Междуреченское сельское поселение     | посёлок Междуречье     | 2                             | ↘1288     | 62,1         |
| 14 | Нагорно-Ивановское сельское поселение | село Нагорное          | 3                             | ↘216      | 215,1        |
| 15 | Орловское сельское поселение          | село Орлово            | 7                             | ↘485      | 401,3        |
| 16 | Пологрудовское сельское поселение     | село Пологрудово       | 4                             | ↘1105     | 213,1        |
| 17 | Самсоновское сельское поселение       | село Самсоново         | 7                             | ↘530      | 317          |
| 18 | Соускановское сельское поселение      | село Соусканово        | 2                             | ↘129      | 340,8        |
| 19 | Усть-Тарское сельское поселение       | деревня Усть-Тара      | 4                             | ↘145      | 197,3        |
| 20 | Чекрушанское сельское поселение       | село Чекрушево         | 2                             | ↘1047     | 158,7        |
| 21 | Черняевское сельское поселение        | село Черняево          | 3                             | ↘734      | 338,8        |

## Населённые пункты
| №  | Населённый пункт                | Тип     | Население | Муниципальное образование             |
| -- | ------------------------------- | ------- | --------- | ------------------------------------- |
| 1  | Атак                            | посёлок | ↗378      | Междуреченское сельское поселение     |
| 2  | Атачка                          | деревня | ↘5        | Заливинское сельское поселение        |
| 3  | Атирка                          | село    | ↘881      | Атирское сельское поселение           |
| 4  | Аэропорт                        | посёлок | ↗50       | Тарское городское поселение           |
| 5  | Баженово                        | село    | ↘286      | Мартюшевское сельское поселение       |
| 6  | Бешметовка                      | деревня | ↘4        | Усть-Тарское сельское поселение       |
| 7  | Бобровка                        | деревня | ↘155      | Мартюшевское сельское поселение       |
| 8  | Большие Кучки                   | деревня | ↘121      | Орловское сельское поселение          |
| 9  | Большие Туралы                  | село    | ↘753      | Большетуралинское сельское поселение  |
| 10 | Бородихино                      | деревня | ↘100      | Заливинское сельское поселение        |
| 11 | Быган                           | деревня | ↘25       | Атирское сельское поселение           |
| 12 | Васисс                          | село    | ↘360      | Васисское сельское поселение          |
| 13 | Вставское                       | село    | ↘339      | Вставское сельское поселение          |
| 14 | Гриневичи                       | деревня | ↘186      | Атирское сельское поселение           |
| 15 | Егоровка                        | село    | ↘263      | Егоровское сельское поселение         |
| 16 | Екатерининское                  | село    | ↘2317     | Екатерининское сельское поселение     |
| 17 | Ермаковка                       | село    | ↘400      | Ермаковское сельское поселение        |
| 18 | Заливино                        | село    | ↘868      | Заливинское сельское поселение        |
| 19 | Ивановка                        | деревня | ↘116      | Нагорно-Ивановское сельское поселение |
| 20 | Имшегал                         | село    | ↘266      | Атирское сельское поселение           |
| 21 | Ишеево                          | деревня | ↘146      | Самсоновское сельское поселение       |
| 22 | Киксы                           | деревня | ↘44       | Васисское сельское поселение          |
| 23 | Киргап                          | деревня | ↘47       | Усть-Тарское сельское поселение       |
| 24 | Кириллино                       | село    | ↘208      | Ложниковское сельское поселение       |
| 25 | Князевка                        | деревня | ↘1        | Атирское сельское поселение           |
| 26 | Кольтюгино                      | деревня | ↘413      | Черняевское сельское поселение        |
| 27 | Коновалово                      | деревня | ↘89       | Вставское сельское поселение          |
| 28 | Коренево                        | село    | ↘258      | Заливинское сельское поселение        |
| 29 | Кошкуль                         | деревня | ↘2        | Егоровское сельское поселение         |
| 30 | Крапивка                        | деревня | ↘172      | Самсоновское сельское поселение       |
| 31 | Кубрино                         | деревня | ↘102      | Вставское сельское поселение          |
| 32 | Курляно-Дубовка                 | деревня | ↘132      | Егоровское сельское поселение         |
| 33 | Литковка                        | село    | ↗515      | Литковское сельское поселение         |
| 34 | Ложниково                       | село    | ↘528      | Ложниковское сельское поселение       |
| 35 | Лоскутово                       | деревня | ↘60       | Орловское сельское поселение          |
| 36 | Любимово                        | деревня | ↘14       | Орловское сельское поселение          |
| 37 | Максима Горького                | посёлок | ↘695      | Пологрудовское сельское поселение     |
| 38 | Малые Туралы                    | деревня | ↘46       | Большетуралинское сельское поселение  |
| 39 | Мартюшево                       | село    | ↘690      | Мартюшевское сельское поселение       |
| 40 | Машканка                        | село    | ↘100      | Усть-Тарское сельское поселение       |
| 41 | Междуречье                      | посёлок | ↘1288     | Междуреченское сельское поселение     |
| 42 | Межевная                        | деревня | ↘49       | Егоровское сельское поселение         |
| 43 | Михайловка                      | село    | ↘214      | Васисское сельское поселение          |
| 44 | Михайловка                      | деревня | ↘101      | Ложниковское сельское поселение       |
| 45 | Нагорное                        | село    | ↘332      | Нагорно-Ивановское сельское поселение |
| 46 | Нерпинский Кордон               | деревня | ↘35       | Самсоновское сельское поселение       |
| 47 | Новоекатериновка                | деревня | ↘1        | Екатерининское сельское поселение     |
| 48 | Новоермаковка                   | деревня | ↘97       | Ермаковское сельское поселение        |
| 49 | Новопокровка                    | деревня | ↘1        | Екатерининское сельское поселение     |
| 50 | Орлово                          | село    | ↘389      | Орловское сельское поселение          |
| 51 | Петровка                        | село    | ↘51       | Литковское сельское поселение         |
| 52 | Петрово                         | село    | ↗223      | Чекрушанское сельское поселение       |
| 53 | Пихтовое                        | посёлок | ↘58       | Атирское сельское поселение           |
| 54 | Пологрудово                     | село    | ↘723      | Пологрудовское сельское поселение     |
| 55 | Поморцево                       | деревня | ↘45       | Орловское сельское поселение          |
| 56 | Пригородное Тарское Лесничество | посёлок | ↘40       | Тарское городское поселение           |
| 57 | Пятилетка                       | посёлок | ↘212      | Пологрудовское сельское поселение     |
| 58 | Роднички                        | посёлок | ↘52       | Ермаковское сельское поселение        |
| 59 | Самсоново                       | село    | ↗440      | Самсоновское сельское поселение       |
| 60 | Свидерск                        | деревня | ↘42       | Орловское сельское поселение          |
| 61 | Сеитово                         | деревня | ↘208      | Самсоновское сельское поселение       |
| 62 | Сибиляково                      | деревня | ↘148      | Самсоновское сельское поселение       |
| 63 | Сидоровка                       | деревня | ↘23       | Ермаковское сельское поселение        |
| 64 | Советская Крестьянка            | деревня | ↗39       | Черняевское сельское поселение        |
| 65 | Соусканово                      | село    | ↘245      | Соускановское сельское поселение      |
| 66 | Тара                            | город   | ↘26 874   | Тарское городское поселение           |
| 67 | Тимино                          | деревня | ↘49       | Соускановское сельское поселение      |
| 68 | Тимирка                         | деревня | ↘80       | Пологрудовское сельское поселение     |
| 69 | Тимшиняково                     | деревня | ↘125      | Самсоновское сельское поселение       |
| 70 | Уразай                          | деревня | ↘7        | Нагорно-Ивановское сельское поселение |
| 71 | Усть-Тара                       | деревня | ↘205      | Усть-Тарское сельское поселение       |
| 72 | Устюгово                        | деревня | ↘8        | Орловское сельское поселение          |
| 73 | Фрунзе                          | деревня | ↘291      | Заливинское сельское поселение        |
| 74 | Чекрушево                       | село    | ↗795      | Чекрушанское сельское поселение       |
| 75 | Черняево                        | село    | ↘530      | Черняевское сельское поселение        |
| 76 | Чеченево                        | деревня | ↘113      | Ложниковское сельское поселение       |
| 77 | Шкуново                         | деревня | ↘25       | Вставское сельское поселение          |

Исчезнувшие населённые пункты
- Туй — посёлок (?-2008)
- Юрьевка — деревня (?-2008)
- Айткулово — деревня (?-2008)
- Дубовка — деревня (?-2008)
- Калачёвка — деревня (?-2008)
- Усюльган — деревня (?-2008)
- Калинина — деревня (?-2008)
- Усть-Уй — деревня (?-2008)
- Калашниково — деревня (?-2008)
- Нагаево — деревня, 1727—2009,
- Кедровый — деревня (?-2009)
- Ивлево — деревня, 1865—1981,
- Грязново — деревня, 1726—1965,
- Усть-Оша — деревня, ?—1965,

## Достопримечательности
Памятники истории, архитектуры, археологии и монументального искусства района
- Мемориальный комплекс жителям села — участникам Великой Отечественной войны, село Екатерининское
- Место боя красногвардейских партизан с колчаковцами 1918—1919 годы, село Екатерининское
- Братская могила красногвардейских партизан, погибших в бою с колчаковцами, село Екатерининское
- Место, где располагались боевые позиции красногвардейских партизан при обстреле колчаковских пароходов, идущих по Иртышу, берег реки Иртыш село Екатерининское
- Стоянка «Екатерининское-I» поздний неолит — эпоха ранней бронзы; северо-западная окраина 0,35 км от устья реки Абросимовка село Екатерининское
- Чекрушанская пашня — первое русское пашенное поле на территории омского прииртышья 1599 год и стела с памятной надписью, село Чекрушево
- Место основания первой русской деревни омского прииртышья, село Чекрушево
- Церковь, село Князевка
- Памятник комсомолке-учительнице Е. П. Разгуляевой, погибшей от рук кулаков в декабре 1929 года, село Мартюшево
- Поселение (стоянка, селище) 'усть-уй-II', 2 км юго-восточнее деревни Усть-Уй
- Курганный могильник «Красноозерка-II» (тридцать курганов) конец I тысячелетия — начало II тысячелетия 3 км юго-западнее деревни Нерпинский Кордон
- 2 археологических памятника — поселение и городище; деревня Усть-Тара
- Курганные группы, городище I тысячелетие до н. э., по берегам реки Иртыш и реки Уй
- Место боя партизан с белогвардейцами и проведения митинга, бывшая деревня Сухимка на берегу реки Сухимка
- Место расстрела колчаковцами крестьян, оказавших помощь партизанскому отряду под командованием А. И. Избышева в 1919 году, установлено в 1985 году, Чёрный яр
- Поклонный крест «Дань потомков Вере и Памяти жертв Кулая» 57°33′28″ с. ш. 75°10′17″ в. д.HGЯO
- 40 памятников архитектуры и истории — дома, особняки, памятники, могилы, церкви; город Тара
- Памятник абазинам и черкесам — жертвам политических репрессий, с. Пологрудово
- и ряд других